# Capital variável
Capital variável é um conceito utilizado por Karl Marx em O capital. Corresponde à fração do capital que é despendida na compra da força de trabalho (salários) e é responsável pela reprodução ampliada do capital.
O autor distingue duas frações do capital:
- capital constante
- capital variável

O capital constante é a parte do valor do capital que é empregada na compra de meios de produção. O valor do capital constante não aumenta durante o processo de produção de bens. Não pode, portanto, ser a origem de aumento do capital inicialmente empregado.
Já o capital variável, correspondente à parte do capital que é empregada no pagamento de salários, tem seu valor aumentado no processo de produção. Esse aumento ocorre, segundo Marx, mediante a extração da mais-valia do trabalho. Isto porque, no processo de produção, o valor gerado pela força de trabalho excede o custo de reprodução da condições de existência dos trabalhadores (correspondente aos salários). Esse valor excedente é apropriado pelo capitalista e é o que possibilita a reprodução ampliada do capital. Marx salienta, ainda, que também a mais-valia pode variar, a depender do nível de desenvolvimento da força produtiva do trabalho.
A parte do capital convertida em força de trabalho modifica, pelo contrário, o seu valor no processo de produção. Reproduz o seu próprio equivalente e um excesso acima disso, a mais-valia, que pode, ela própria mudar, ser maior ou menor. De uma magnitude constante, esta parte do capital transforma-se continuamente numa variável. Chamo-a, por isso, parte variável do capital, ou mais resumidamente: capital variável.